# Luksusgode
 For alternative betydninger, se Luksus. (Se også artikler, som begynder med Luksus)
Luksus eller luksusgoder (fra latin luxus ekstravagance, skørlevned) er adfærd, udgifter eller udstyr, som er større end normalt (den sædvanlige norm) eller over, hvad der skønnes nødvendigt eller hensigtsmæssigt i et samfund. Luksus omfatter de fænomener, der af en referencegruppe anses for ønskelige. Derfor er dens bytteværdi ofte væsentlig. Det betyder en høj pris, og derfor er luksusgoder forbeholdt dem med magt eller rigdom.

## Materiel luksus
De materielle goder skiller sig ud fra normen. De bruges ofte som symboler på succes og status. En luksuriøs livsstil afspejles bl.a. i god mad og drikke samt i dyrere tøj, smykker, dyre biler og eksklusive ejendomme.

## Immateriel luksus
Luksusforbrug kan - ved siden af den ydre stræben efter udmærkelse, prestige og social status - også være drevet af en indre motivation og dermed immaterielle årsager.  Forbrugernes adfærd påvirkes ikke kun kognitivt, men også gennem affektive og delvist ubevidste motiver. Mennesker køber også produkter på grund af deres symbolværdi og ikke kun de nyttemæssige årsager. 
Dermed kan selvrealisering også være en grund til forbrug af luksusprodukter. Nogle ser på luksusvarer som et middel til at opnå en balance mellem job og stress. I disse tilfælde er der primært tale om følelsesmæssige behov og fornøjelse. 
Den stigende betydning af det immaterielle element af selvrealisering som målet ved forbrug eller ejerskab af luksusprodukter ses også i en undersøgelse af lim / KEYLENS. I den oplyser hovedparten af de adspurgte, at den personlige glæde og tilfredsstillelse er de vigtigste motiver ved luksusforbrug.

## Kulturel og historisk sammenhæng
Hvad der betragtes som luksus afhænger stærkt af kultur og etik, social holdning og ikke mindst den videnskabelige og teknologiske udvikling. I reklamer fremhæves ofte, at bestemte produkter har karakter af luksus som parfume og dyre biler. Hvad der er luksus er altså underlagt social forandring.
Før opfindelsen af bogtrykkerkunsten var en håndskrevet bibel luksus og forbeholdt magthavere og velhavere. Sådan er det også i dag, men nu er trykte Bibler og bøger allemandseje og ikke længere luksus.